# Giancarlo Sepe
Giancarlo Sepe (Caserta, 23 marzo 1946) è un regista teatrale italiano.

## Biografia
Compie studi classici e si avvicina al teatro fondando una compagnia propria. Alla fine degli anni sessanta fonda la Comunità Teatrale Italiana e poi il teatro La Comunità nel 1972, sempre a Roma.
Compie un lungo lavoro registico su opere inizialmente di autori stranieri tra i quali Nikolaj Vasil'evič Gogol', Tennessee Williams, Samuel Beckett, Bertolt Brecht, Alfred Jarry, Federico García Lorca, Jean Paul Sartre, Franz Kafka, Roger Vitrac, Peter Weiss, Israel Horovitz, Anton Cechov, Fernando Arrabal, Eugene Ionesco, Jean Cocteau, Oscar Wilde e molti altri. Negli anni settanta affronta ampiamente anche il teatro italiano ideando e scrivendo lui stesso spettacoli di successo come Scarrafonata, In Albis, Accademia Ackermann, Cardio Gay, Cine H, Favole di Oscar WIlde, Puccini, Vienna, Pickpocket, Iliade, e stringe sodalizi artistici con personaggi come Romolo Valli, Lilla Brignone, Uberto Bertacca, Aroldo Tieri, Giuliana Lojodice, Olga Villi e Mariangela Melato, che sarà protagonista dal 1985 di tre spettacoli da lui diretti: Vestire gli ignudi, di una versione della Medea di Euripide e di Anna dei miracoli.
Una triade dedicata alla donna e ai personaggi femminili la percorre con l'aiuto attoriale di Monica Guerritore, che sarà protagonista dal 2001 al 2004 degli spettacoli Madame Bovary, Carmen e La signora delle camelie, e con la partecipazione di Pino Tufillaro.
Dirige lui stesso vari spettacoli televisivi di prosa tratti dai suoi lavori teatrali. Tra tutti: Le bugie con le gambe lunghe, Care conoscenze e cattive memorie, Emilia Galotti, Madame Bovary, Anna dei Miracoli, Vestire gli ignudi, Cine H, Favole di Oscar Wilde.
Si è inoltre prodotto anche come autore di altre opere teatrali personali oltre quelle già citate, E Ballando, ballando (1998) con una fortunata tournée in SudAmerica, Lumière Cinématographique (1975), Dr.Jekyll e Mr. Hyde (sogni e visioni) 2011/2012, Compagnia Totò (2011/2012) e ancora Napoletango, che ha debuttato al San Carlo di Napoli nel giugno 2010, per poi esordire a Londra al teatro Colyseum e anche come regista di opere liriche Ha diretto la Lucrezia Borgia di Donizetti per il Maggio Musicale Fiorentino e La traviata di Verdi per La Fenice di Venezia.
Nel 2003 vince un Premio E.T.I. Gli Olimpici del teatro come miglior spettacolo d'innovazione grazie al suo Favole di Oscar Wilde mentre nel 2011 ottiene lo stesso premio, denominato però Premio Le Maschere del Teatro italiano, come miglior regista per Morso di luna nuova. Inoltre gli sono stati attribuiti il premio Flaiano e il premio Salvo Randone. I suoi spettacoli sono stati in tournée negli Stati Uniti, in Sudamerica, in Francia, in Inghilterra, in Grecia e in Cina.

## Riconoscimenti
- Premio Ubu
  - 1982/1983 - Migliore regia per Così è (se vi pare) di Luigi Pirandello
- Premio Flaiano
  - 1998 - Sezione teatro, premio alla regia per il complesso della sua opera[5]